# Demonax perroti
Demonax perroti là một loài bọ cánh cứng trong họ Cerambycidae.